# ワークマン (1995年のパチンコ機)
ワークマンは、1995年8月にSANKYOが発売した、工事現場をモチーフにした役物やデザインが特徴のパチンコ機のシリーズ名。
ワークマンの1機種がある。

## 概要
貯留型の羽根モノタイプ。役物内部には上下に動く一輪車とVゾーン手前で常に回転するカラーコーンがある。

## スペック
- ワークマン
  - 賞球数 6&13
  - 大当たり最高継続 15R
  - 最大貯留 6個（9カウント）

## 演出
Vゾーン手前にあるカラーコーンに穴が空いており、玉の通路になっている。通常時カラーコーンは回転しているため、タイミングが合わないと通路を通ることができない。
大当たり中は5カウントか羽根開閉12回後に役物下部のカラーコーンが正面で、一輪車は上向きで停止し一輪車の中に最高6個の玉を貯留する。